# Plístia
Plístia (llatí: Plistia) va ser una ciutat dels samnites esmentada només per Titus Livi, d'una manera tal que es fa difícil indicar la seva posició.
L'any 315 aC els samnites la van assetjar per distreure als romans del seu setge de Satícula. No van aconseguir aquest objectiu però es van apoderar de la ciutat que des de llavors va ser una ciutat samnita.
Correspon a la moderna vila de Prestia a uns 6 km de Santa Agata dei Goti, i al peu de Monte Taburno.